# Taxodiomyia
Taxodiomyia is een muggengeslacht uit de familie van de galmuggen (Cecidomyiidae).

## Soorten
- T. cupressi (Schweinitz, 1822)
- T. cupressiananassa (Osten Sacken, 1878)
- T. taxodii (Felt, 1911)